# Praktsorgbi
Praktsorgbi (Melecta luctuosa) är ett bi av släktet sorgbin. Det finns fem arter av sorgbin i Centraleuropa. Av dessa har två funnits i Sverige, men är båda rödlistade som nationellt utdöda (RE). Inga arter i släktet förekommer i Finland.

## Beskrivning
Praktsorgbiet är 14 till 16 millimeter långt och känns igen på den grå pälsen på mellankroppen i kombination med den kontrastrika svartvita bakkroppen. Huvudet, främre halvan av mellankroppen,  skutellen och bröstet har lång ljusgrå behåring med ett svart band tvärs över ryggen. Bakkroppen är svart med stora, vita sidofläckar av tilltryckt, filtaktig behåring. Benen är svarta med vitgrå hårtofsar baktill på låren och fält av vita filtfläckar på skenbenens basala hälft. De båda könen har likartad färgteckning.

## Ekologi
Artens habitat följer värdarterna; den är dock ingen höglandsart, utan går i regel inte högre än 500 till 800 m. I Sverige förekom den framför allt på öppna, varma torrängar med riklig tillgång på blommor. Arten är inte särskilt specialiserad vad gäller näringsväxter, utan besöker blommor som kransblommiga växter (revsuga, vitplister, kattmynta), korsblommiga växter (kål) samt strävbladiga växter (stenfrö, hundtunga, blåeld, troligen också oxtunga). Flygtiden på kontinenten varar från april till juli, honan något senare än hanen. I Sverige varade den från slutet av maj till början av juli.

### Fortplantning
Arten är ett snyltbi; honan bygger inga egna larvbon, utan lägger sina ägg i bon av pälsbin som svartpälsbi (Anthophora retusa), Anthophora aestivalis, humlepälsbi (Anthophora plagiata) och Anthophora crinipes. Den nykläckta larven dödar värdägget eller larven, och lever sedan av dess matförråd.

## Utbredning
Utbredningsområdet för praktsorgbiet sträcker sig från Spanien, Frankrike och Storbritannien i väster, över Mellan- och Östeuropa norrut till 60°N samt österut till Kazakstan och Iran. Arten finns även i Nordafrika.

### Status i Sverige och Finland
Arten är klassad som nationellt utdöd ("RE") i Sverige. Sista observationen av praktsorgbi där gjordes vid Gårdby på östra delen av mellersta Öland 1971. Biet höll till i en koloni av svartpälsbi, en av dess värdarter. I Finland saknas arten (och släktet) helt.